# Verarbeitungsstufen landwirtschaftlicher Produkte
Verarbeitungsstufen landwirtschaftlicher Produkte sind die bei der Agrarproduktion typischen Verarbeitungsstufen.

## Allgemeines
Diese haben insbesondere eine Bedeutung im gewerberechtlichen Sinne und auf dem Agrarmarkt. Die Verarbeitungsstufen unterscheiden sich nach der Bearbeitung, die ein Agrarprodukt erfährt, um Marktreife zu erlangen. Manche Produkte benötigen lediglich eine Verarbeitungsstufe (Ernte), viele müssen noch durch Mahlen, Rösten, Schälen, Trocknen oder Veredeln einer oder mehreren weiteren Verarbeitungsstufen unterzogen werden. Die Nutztierhaltung einschließlich Zucht und Veterinärmedizin ist Kern des Produktionsprozesses bei Nutztieren, zu dem auch die Herstellung von Milch, Käse oder Tierfetten in der zweiten Verarbeitungsstufe gehört. Die Weiterverarbeitung der Nutztiere geschieht durch ihre Schlachtung zu Fleischprodukten.

## Schritte der Weiterverarbeitung
Man unterscheidet bei der Weiterverarbeitung drei Verarbeitungsstufen:
- Urproduktion,
- Erste Verarbeitungsstufe,
- Zweite Verarbeitungsstufe.

Die Verarbeitungsstufen beziehen sich auf die Hauptlebensmittelgruppen und lassen sich in folgender Tabelle abbilden:
| Agrarprodukt                           | Arbeitsvorbereitung | Erste Verarbeitungsstufe                  | Zweite Verarbeitungsstufe                                                                                              |
| -------------------------------------- | ------------------- | ----------------------------------------- | --- |
| Getreide                               | Dreschen            | Ernte, Mahlen zu Mehl                     | Brot, Backwaren, Kuchen                                                                                                |
| Eier                                   | Reinigen, Sortieren | Kochen, Färben                            | Nudeln, Eierlikör |
| Obst                                   | Pflücken, Reinigen  | Trocknen, Einlegen                        | Fruchtsaft, Liköre, Konfitüren                                                                                         |
| Gemüse/Kartoffeln                      | Reinigen            | Ernten, Einlegen, Konservieren, Schälen   | Herstellung von Fertiggerichten, Tiefkühlkost                                                                          |
| Milch/Milchprodukte                    | Melken der Rohmilch | Molkerei zu Milch                         | Butter, Joghurt, Käse, Quark, andere Erzeugnisse mit mindestens 75 % Milchanteil; Kondensmilch, Speiseeis, Milchpulver |
| Schweine, Schafe, Ziegen, Rinder, Wild | Reinigen            | Schlachten in Hälften; Rinder in Vierteln | weitere Zerlegung, Herstellung von Schinken, Schnitzel, Steaks, Wurst usw.                                             |
| Nebenprodukte der Viehhaltung          | Reinigen            | Gerben zu Leder, Spinnen zu Wolle         | Strickwaren, Kleidung, Lederwaren                                                                                      |
| Hühner, Enten, Puten, Gänse            | Reinigen, Rupfen    | Schlachten und Zerlegen in Hälften        | weitere Zerlegung und Verarbeitung etwa zu Chicken Wings, Gänseleber                                                   |

Das Dreschen des Getreides ist noch keine erste Verarbeitungsstufe, aber das Mahlen zu Mehl. Das Melken der Kühe zur Gewinnung von Rohmilch ist noch keine erste Verarbeitungsstufe, aber die Molkerei zu Milch. Die Kelter des Weines ist noch keine erste Verarbeitungsstufe, aber die Gärung zu Wein. Tätigkeiten wie Reinigung, Sortierung, Lagerung, Trocknung oder Verpackung werden in der Regel keine erste Verarbeitung des landwirtschaftlichen Naturprodukts darstellen. Eine erste Verarbeitungsstufe liegt erst dann vor, wenn die Verarbeitung zu einem anderen Zustand des Produkts, wie etwa die Herstellung von Kondensmilch oder Milcherzeugnissen (Butter, Käse usw.) aus Rohmilch, geführt hat. Wann eine erste Verarbeitung vorliegt, muss nach den Umständen des Einzelfalls entschieden werden. Die Schlachtung von Vieh gehört bereits zur ersten Verarbeitungsstufe. Abgrenzungskriterium muss sein, ob die Erstverarbeitung geeignet ist, das Naturprodukt zu verändern oder ob sie nur das Ziel hat, das Produkt „naturrein“ dem Vertrieb mit wirtschaftlichem Zweck zuzuführen. Insoweit wird es wesentlich darauf ankommen, ob das Naturprodukt durch die Erstverarbeitung so beeinflusst wurde, dass dadurch von Natur aus nicht vorhandene Risikofaktoren entstanden sind.
Bis Dezember 2000 waren Agrarprodukte von der Produkthaftung ausgeschlossen, solange sie nicht einer ersten Verarbeitung unterzogen wurden. Agrarprodukte seien produkthaftungsrechtlich erst dann mit Industrieprodukten vergleichbar, wenn sie die erste Verarbeitungsstufe passiert hätten. Agrarprodukte unterliegen jedoch seit Dezember 2000 vollständig der Produkthaftung (§ 2 ProdHaftG), auch weil die Abgrenzung, was eine erste Verarbeitungsstufe bedeutet, nicht immer leicht gefallen ist.

## EU-Recht
Die „erste Verarbeitungsstufe“ ist ein Rechtsbegriff im EU-Recht, denn in Art. 38 Abs. 1 AEUV ist vorgesehen, dass unter landwirtschaftlichen Erzeugnissen neben Erzeugnissen des Bodens und der Viehzucht auch die Fischerei sowie die mit diesen in unmittelbarem Zusammenhang stehenden Erzeugnisse der ersten Verarbeitungsstufe zu den Agrarprodukten gehören.